# Дијапазон — Бранко Ћопић
„Дијапазон — Бранко Ћопић” је југословенски документарни филм из 1969. године. Режирала га је Мирјана Самарџић а сценарио је написала Илди Ивањи.

## Улоге
| Глумац       | Улога |
| ------------ | ----- |
| Бранко Ћопић | Лично |
| Илди Ивањи   | Лично |